# Judita Franković Brdar
Judita Franković Brdar, hrvaška gledališka, televizijska in filmska igralka, *14. september 1981, Zagreb, Hrvaška.
Na Filozofski fakulteti v Zagrebu je doštudirala primerjalno književnost in hrvaški jezik. V času, ko se je vpisala na fakulteto, je šla opravljat tudi sprejemne izpite na akademiji za igro, a je niso sprejeli. Istega leta je bila sprejeta v zasebno zagrebško gledališče Exit.
Med drugim je igrala v filmih Sonja i bik (2012) in Ćaća (2011) ter seriji Kad zvoni?(2005). Za glavno vlogo v slovenskem filmu Izbrisana je prejela vesno za glavno žensko vlogo in zlato areno na festivalu hrvaškega filma v Pulju.
Od aprila 2018 je poročena s slovenskim direktorjem fotografije Markom Brdarjem.

## Filmske in televizijske vloge
- Odrešitev za začetnike kot Mila (2024)
- Dnevnik Pauline P. kot mama (2023)
- Sveta obitelj kot Nota (2023)
- Raj kot Ana (2019)
- Izbrisana kot Ana (2017)
- Počivali u miru kot novinarka Lucija Car (2013–2018)
- Djeca jeseni kot Lidija Morić (2012)
- Zagrebačke priče (2012)
- Sonja i bik kot  Sonja (glavna vloga) (2012)
- Once upon a winter's night (2012)
- Ćaća kot hči (glavna vloga) (2011)
- Majka asfalta kot Iva (2010)
- Libertango kao Helena (2009)
- Hunger kot sramežljivo dekle (2007)
- Penelopa kot Buga (2007)
- Pričaj mi o ljubavi kot Cintija/Katarina (2007)
- Tri ljubavne priče kot Zlata (2006)